# 주파이사우루스

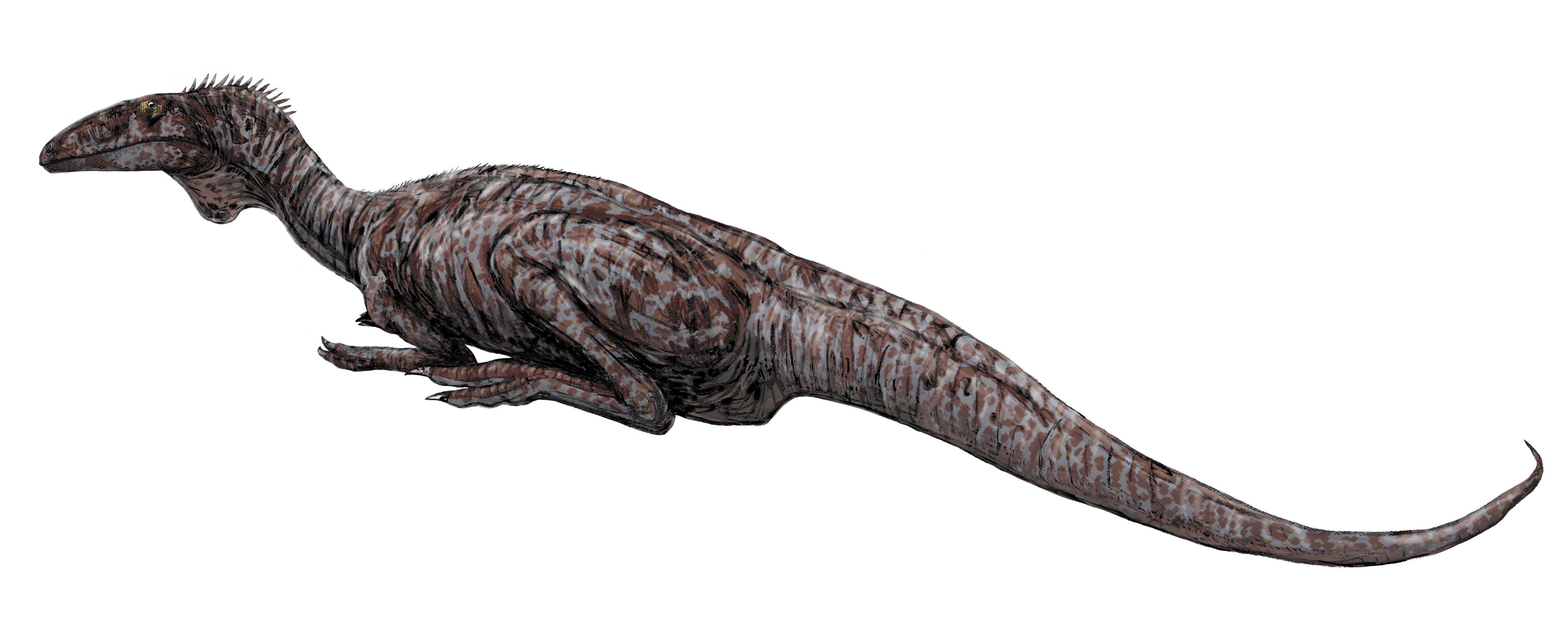

주파이사우루스(Zupaysaurus)는 트라이아스기의 후기에 아르헨티나에 살았던 딜로포사우루스과의 육식공룡이다. 학명은 악마의 도마뱀이란 뜻을 가지고 있으며 크기는 5M에 몸무게는 0.2톤으로 공룡으로선 그리 크지 않는 크기지만 당시의 공룡들중에선 그래도 꽤 큰 몸집이였을걸로 추정된다. 2007년에 발견되었던 공룡이다.

## 주파이사우루스의 특징
주파이사우루스는 트라이아이스의 후기부터 육식공룡들이 좀더 커지고 사나워지는데 이것을 알 수 있는 전초적인 공룡이며 트라이아이스의 후기엔 남미의 최상위포식자로 남미의 호랑이로 불렸을것이다. 그만큼 크고 빠른 몸놀림으로 다른 초식공룡이나 동물들을 습격해서 잡아먹었을것이며 당시의 남미에선 공포의 대상이였을걸로 추측된다.

## 주파이사우루스의 의의
주파이사우루스의 발견은 공룡의 발전과 번성의 과정을 알 수 있는 중요한 토대로 삼을 수 있으며 공룡의 번성과정을 자세히 알려주는 좋은 공룡이 된다. 즉 이공룡은 학술적으로도 논문적으로도 의미가 큰 공룡이며 남미의 육식공룡들에 진화하는 과정을 자세히 알려주는 전초적인 공룡이라고 할 수 있다.